# Harriet Quimby
Harriet Quimby (Arcadia, 11 maggio 1875 – Squantum, 1º luglio 1912) è stata un'aviatrice, giornalista e sceneggiatrice statunitense.

## Biografia

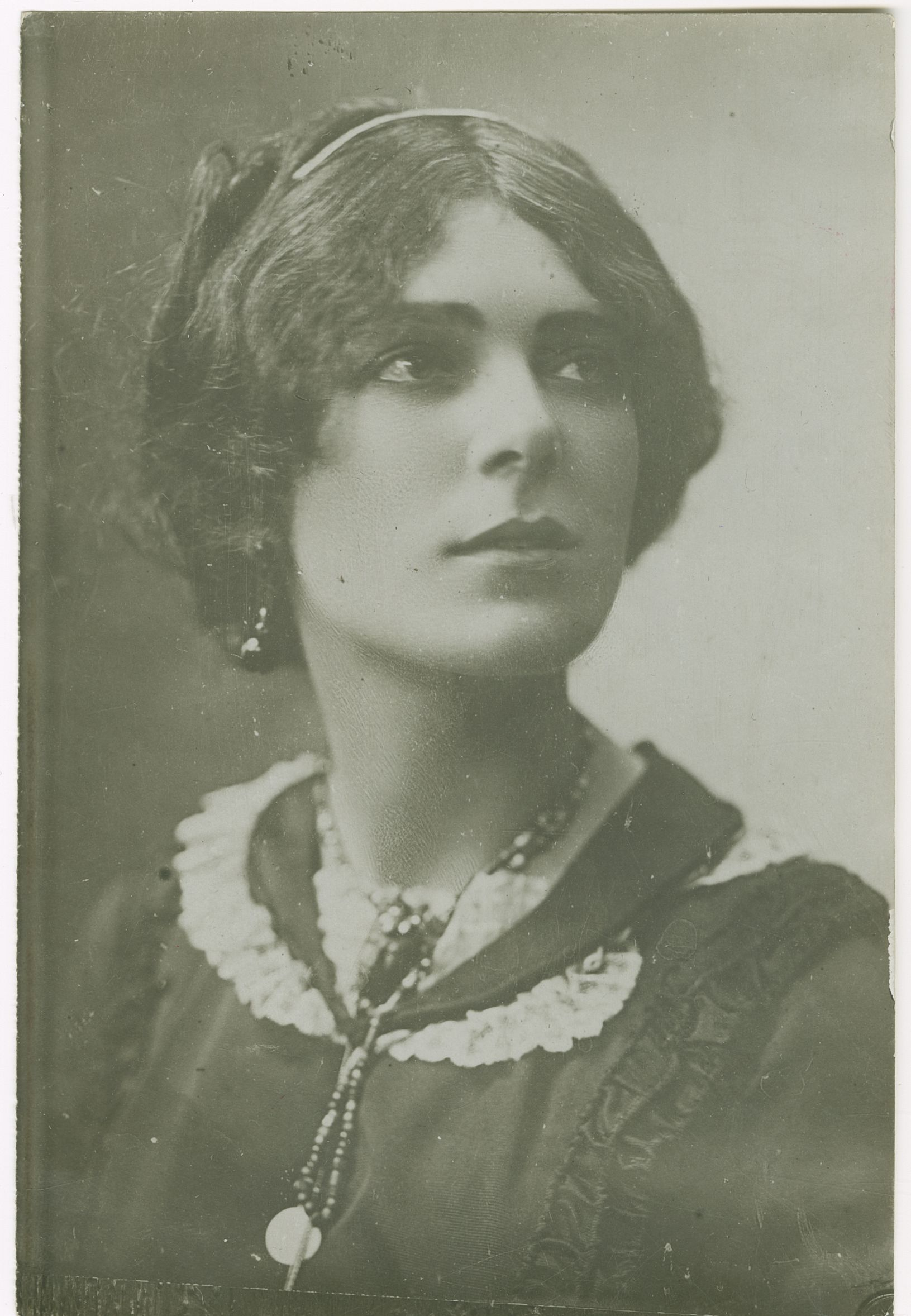
Quimby nel 1911

Fu la prima donna ad ottenere una licenza d'aviatore negli Stati Uniti. Nel 1911, infatti, la Quimby ottenne la patente di aviatore dall'Aero Club of America, e meno di un anno dopo attraversò la Manica diventando così la prima donna a compiere l'impresa. Nonostante sia morta precocemente all'età di soli 37 anni la Quimby ebbe un impatto importantissimo nella storia dell'aviazione.
Si sa molto poco dei primi anni e della giovinezza di questa pioniera dell'aviazione. Probabilmente nacque da una famiglia di fattori a Coldwater in Michigan e dopo il trasferimento della sua famiglia a San Francisco in California nei primi anni del XX secolo, si diede al giornalismo. Nel 1903 si trasferì a New York per lavorare come critico teatrale per il Leslie's Illustrated Weekly, dove pubblicò circa 250 recensioni in circa nove anni.
Nel 1910 si interessò al mondo dell'aviazione dopo aver assistito ad una manifestazione a Long Island dove fece conoscenza con Matilde E. Moisant, altra grande pioniera dell'aviazione, insieme a suo marito il celebre aviatore John Bevins Moisant.
Il 1º agosto 1911 la Quimby diede il suo esame per ottenere la patente di aviatore e lo superò brillantemente, seguita quasi subito da Matilde Moisant.

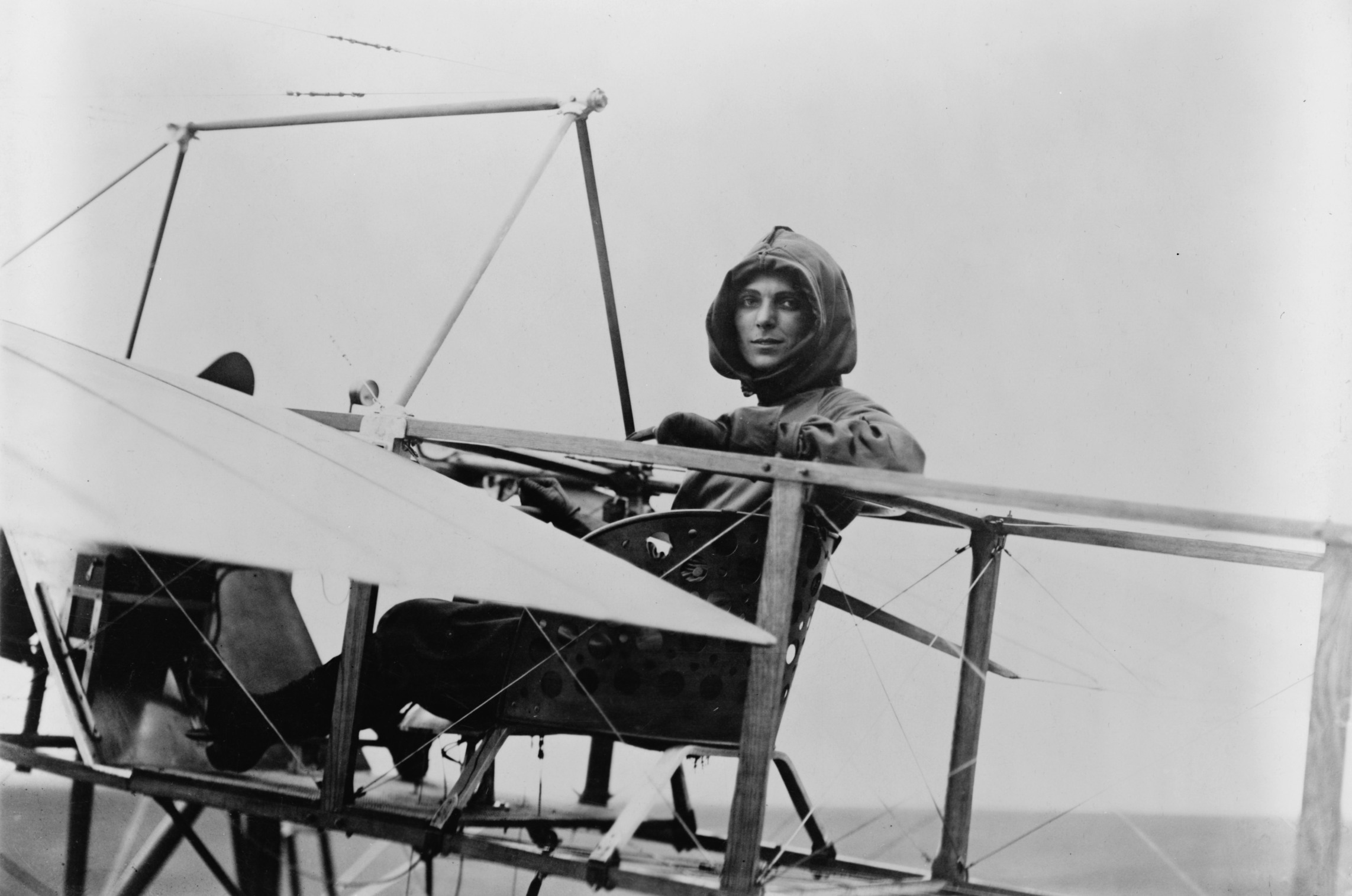
Foto della Quimby sul monoplano nel quale imparò a volare

Nell'aprile del 1912, Harriet Quimby giunse in Inghilterra, con l'intenzione di diventare la prima donna ad attraversare la Manica. L'impresa, ritardata di qualche giorno a causa del maltempo, le riuscì il 16 aprile del 1912, quando atterrò in Francia. La sua avventura, tuttavia, passò praticamente inosservata: le prime pagine dei giornali, infatti, erano tutte per il Titanic, che era affondato appena il giorno prima.

### Morte
Harriet Quimby morì quello stesso anno, il 1º luglio 1912, durante il Third Annual Boston Aviation Meet Squantum, nel Massachusetts. L'aviatrice aveva a bordo del suo monoplano Bleriot un passeggero, William Willard, l'organizzatore dell'evento. L'aereo cadde per ragioni sconosciute. I due vennero sbalzati fuori bordo e morirono, mentre il monoplano scivolava nel fango.

## Harriet Quimby al cinema
Harriet Quimby lavorò per la casa di produzione Biograph. Nel 1909, apparve come attrice in un film di D.W. Griffith e, due anni dopo, nel 1911, firmò la sceneggiatura di cinque film, sempre diretti da Griffith. La sua impresa di attraversamento del Canale della Manica fu ricostruita nel documentario The Late Harriet Quimby's Flight Across the English Channel prodotto dalla Pathé Frères, documentario che uscì in settembre, due mesi e mezzo dopo la sua morte.

## Filmografia

### Sceneggiatrice
- Fisher Folks, regia di D.W. Griffith (1911)
- The Broken Cross, regia di D.W. Griffith (1911)
- His Mother's Scarf, regia di D.W. Griffith (1911)
- The Blind Princess and the Poet, regia di D.W. Griffith (1911)
- Sunshine Through the Dark, regia di D.W. Griffith (1911)

### Attrice
- Lines of White on a Sullen Sea, regia di D.W. Griffith (1909)

### Documentari su Quimby
- The Late Harriet Quimby's Flight Across the English Channel (1912)